# Dengfeng
Dengfeng, tidigare romaniserat Tengfeng, är en stad på häradsnivå som lyder under Zhengzhous stadsprefektur i Henan-provinsen i centrala Kina.
I orten är det kända berget Songshan beläget samt världsarvet historiska monument i Dengfeng.